# Allerheiligenkirche (Egenhausen)

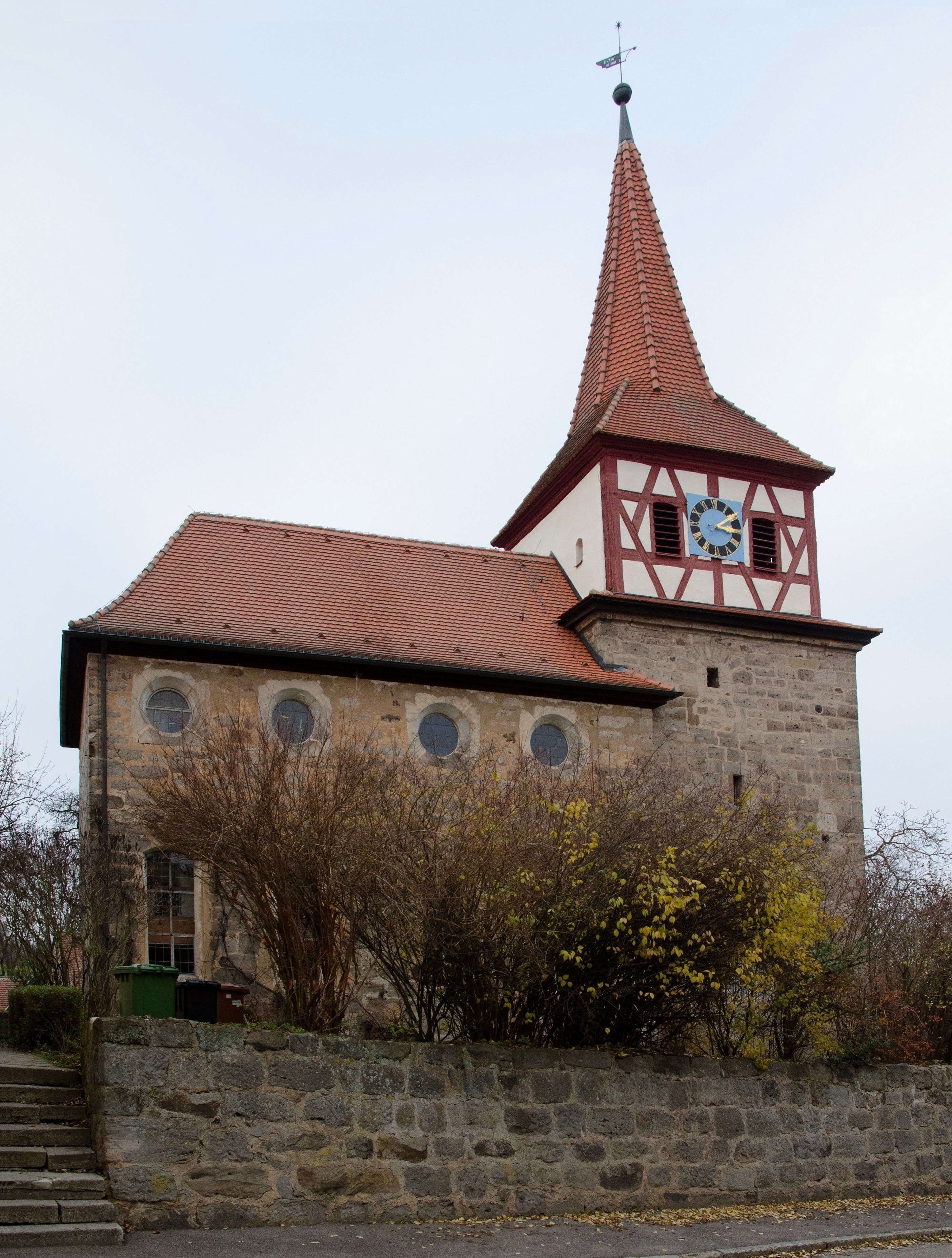
Allerheiligenkirche (Egenhausen)

Die evangelische Allerheiligenkirche ist ein denkmalgeschütztes Kirchengebäude, das in Egenhausen steht, einem Gemeindeteil des Marktes Obernzenn im Landkreis Neustadt an der Aisch-Bad Windsheim (Mittelfranken, Bayern). Das Bauwerk ist unter der Denkmalnummer D-5-75-156-22 als Baudenkmal in der Bayerischen Denkmalliste eingetragen. Die Kirchengemeinde gehört zur Pfarrei Unteraltenbernheim im Evangelisch-Lutherischen Dekanat Bad Windsheim im Kirchenkreis Ansbach-Würzburg der Evangelisch-Lutherischen Kirche in Bayern.

## Beschreibung
Die Kirche ist eine Gründung des Kollegiatstifts Herrieden als Eigenkirche des Fronhofes in Egenhausen. Die Mauern des Langhauses stammen im unteren Teil aus dem 12./13. Jahrhundert, der Chorturm im Osten und die an der Nordseite des Langhauses angebaute Sakristei aus dem 15. Jahrhundert. Der Chorturm wurde 1685 um ein Geschoss aus Holzfachwerk aufgestockt, das die Turmuhr und den Glockenstuhl beherbergt, und mit einem achtseitigen, spitzen Helm bedeckt. Das Langhaus wurde 1768 erhöht, mit einer Flachdecke überspannt und in Höhe der Emporen mit Ochsenaugen versehen. Im Westen ist die Empore zweigeschossig. Der Chor, d. h. das Erdgeschoss des Chorturms, ist mit einem Kreuzrippengewölbe überspannt. Der Allerheiligenaltar und eine Marienstatue wurden auf den Dachboden verbannt, als die Kirchengemeinde evangelisch wurde. Sie wurden erst 1897 dort entdeckt und nach der Restaurierung 1905 zurückgebracht.